# Nazionale maschile di roller derby degli Stati Uniti d'America
La nazionale di roller derby maschile degli Stati Uniti d'America è la selezione maggiore maschile di roller derby, il cui nickname è Team USA, che rappresenta gli Stati Uniti d'America nelle varie competizioni ufficiali o amichevoli riservate a squadre nazionali. Ha vinto il campionato mondiale di roller derby maschile 2014.

## Risultati
Legenda: Grassetto: Risultato migliore, Corsivo: Mancate partecipazioni

## Dettaglio stagioni

### Tornei

#### Mondiali
| Stagione | regular season | regular season | regular season | regular season | regular season | regular season | playoff | playoff | playoff | playoff | playoff | playoff   | playoff     |
|          | Vin            | Par            | Per            | Tot            | PF             | PS             | Vin     | Per     | Tot     | PF      | PS      | risultato | avversaria  |
| -------- | -------------- | -------------- | -------------- | -------------- | -------------- | -------------- | ------- | ------- | ------- | ------- | ------- | --------- | ----------- |
| 2014     | 2              | 0              | 0              | 2              | 531            | 13             | 3       | 0       | 3       | 1124    | 238     | Campione  | Inghilterra |
| 2016     |                |                |                |                |                |                |         |         |         |         |         |           |             |
|          |                |                |                |                |                |                |         |         |         |         |         |           |             |
| Totale   | 2              | 0              | 0              | 2              | 531            | 13             | 3       | 0       | 3       | 1124    | 238     |           |             |

### Riepilogo bout disputati
| Anno | Luogo      | Evento   | Fase del torneo  | Incontro                  | Risultato |
| 2014 | Birmingham | Mondiale | Fase a gironi    | Finlandia - Stati Uniti   | 0 - 314   |
| 2014 | Birmingham | Mondiale | Fase a gironi    | Stati Uniti - Galles      | 217 - 13  |
| 2014 | Birmingham | Mondiale | Quarti di finale | Stati Uniti - Scozia      | 557 - 40  |
| 2014 | Birmingham | Mondiale | Semifinale       | Canada - Stati Uniti      | 127 - 307 |
| 2014 | Birmingham | Mondiale | Finale           | Stati Uniti - Inghilterra | 260 - 71  |

## Confronti con le altre Nazionali
Questi sono i saldi degli Stati Uniti d'America nei confronti delle Nazionali incontrate.

### Saldo positivo
| Nazionale   | Giocate | Vinte | Pareggiate | Perse | PF  | PS  | Ultima vittoria | Ultimo pari | Ultima sconfitta |
| ----------- | ------- | ----- | ---------- | ----- | --- | --- | --------------- | ----------- | ---------------- |
| Scozia      | 1       | 1     | 0          | 0     | 557 | 40  | 2014            | -           | -                |
| Finlandia   | 1       | 1     | 0          | 0     | 314 | 0   | 2014            | -           | -                |
| Galles      | 1       | 1     | 0          | 0     | 217 | 13  | 2014            | -           | -                |
| Inghilterra | 1       | 1     | 0          | 0     | 260 | 71  | 2014            | -           | -                |
| Canada      | 1       | 1     | 0          | 0     | 307 | 127 | 2014            | -           | -                |